# Tribuno angusticlavio

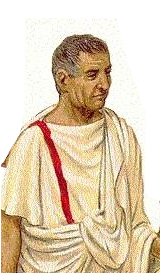
Tribuno angusticlavius

El tribuno angusticlavio (del latín tribunus angusticlavius, tribuno de rayas estrechas; en plural: tribuni angusticlavii) fue un oficial militar de alto rango propio de las legiones romanas durante la República romana tardía y el Principado.
El tribuno angusticlavio era un tribuno militar subalterno de al menos 20 años de edad, elegido de entre la clase ecuestre, a diferencia del tribunus laticlavius, que era elegido de entre la clase senatorial. Había cinco por cada legión, identificados por una estrecha franja púrpura (angustus clavus o angusticlavus) en sus túnicas. A pesar de su juventud, los tribunos solían contar con experiencia previa, generalmente como praefectus al frente de una cohorte auxiliar quinquagenaria. Sus funciones variaban, siendo su labor principal adminisrativa, pero también podían llegar a dirigir hasta dos cohortes. Una vez finalizado su cargo como tribuno angusticlavio su siguiente mando solía ser como prefecto de un ala de caballería de 500 hombres. A lo largo del Imperio llegaba a haber 141 tribunos angusticlavios simultáneamente.